# Bobby Boswell
Robert Allen „Bobby” Boswell (ur. 15 marca 1983 w Austin) – amerykański piłkarz występujący na pozycji obrońcy.

## Życiorys

### Kariera klubowa
Bobby Boswell profesjonalna karierę rozpoczynał w drużynie D.C. United. W sezonie 2005 wystąpił 26-krotnie na boiskach Major League Soccer. W kolejnym 31 razy. W roku 2007 występował już jako zawodnik Houston Dynamo.
Następnie występował w klubach: ponownie D.C. United i Atlanta United FC.

### Kariera reprezentacyjna
Boswell zadebiutował w reprezentacji Stanów Zjednoczonych 19 lutego 2006 w wygranym 4:0 meczu z Gwatemalą. W 2007 roku został powołany na Copa América 2007.